# ارجانیت کراسنیقی
ارجانیت کراسنیقی (انگلیسی: Arjanit Krasniqi؛ زادهٔ ۱۶ سپتامبر ۱۹۹۹) بازیکن فوتبال است.
وی همچنین در تیم‌های ملی فوتبال Kosovo national under-19 football team و زیر ۲۱ سال کوزوو بازی کرده‌است.